# Dorotea Bárcena
Adoración Sánchez Bárcena, más conocida como Dorotea Bárcena (Oviedo, España, 9 de julio de 1944-Santiago de Compostela, ibídem, 22 de noviembre de 2016) fue una actriz, dramaturga y directora de teatro gallega.

## Trayectoria
Diplomada en magisterio, abandonó muy pronto las funciones docentes en el Colegio de los Padres Jesuitas de Vigo para dedicarse de lleno al teatro, participando en 1970 en la creación, con Julio Lago, del grupo Esperpento Teatro Xove, uno de los grupos más activos del incipiente teatro independiente gallego. En este grupo dirigió los espectáculos Las bicicletas (1972, sobre un texto de Antonio Martínez Ballesteros), Historia del zoo (1973, sobre un texto de Edward Albee) y La Orgía (1973, sobre un texto de Enrique Buenaventura) y participa como actriz en otras propuestas como Los opositores , El vendedor de pescado o El hombre que se convirtió en perro, a partir de textos de Antonio Martínez Ballesteros, Miguel Cobaleda y Oswaldo Dragún, con dirección de Julio Lago.
Participó al mismo tiempo en la dirección y coordinación de las Jornadas de Teatro que Esperpento Teatro Xove organiza en Vigo y que supone la presentación en la ciudad de compañías como Els Joglars, Els Comediants, Ditirambo, José Luis Gómez, Aquelarre, Esperpento (en Sevilla), TEI  (en Madrid), Gangarilla, Caterva, A-71, Plutja, La Picota, Teatro de la Ribera, Cizalla, Teatro del Mar, Teatro del Mediodía o PTV.
En 1985 participó como actriz en el primer espectáculo de Teatro del Atlántico, Xoana, creado a partir de un texto de Manuel Lourenzo con dirección del propio Julio Lago. Colaboró en dramaturgia y como ayudante de dirección del primer espectáculo del Centro Dramático Gallego, Woyzeck, dirigido por Julio Lago a partir del texto con el mismo nombre de Georg Büchner, estrenado en 1984 y en 1985 dirigió Hojas Nuevas, una dramaturgia propia a partir del poemario con el mismo nombre de Rosalía de Castro. 
Con la compañía Medusa representó la obra Mulliéribus, de la que también era a autora, en 1987 con la dirección de Fernanda Lapa.
También en 1987 fundó la compañía Teatro de la Luna, en la que desarrolló trabajos como dramaturga, actriz y directora de escena como en Sigrid era sólo una muñeca rota en 1989, Cabaret Al otro lado en 1991, o De picas, cruces y carabelas. Farsa de conquista i encomedas también en 1991.
Durante 1988 fue directora del Centro Dramático Gallego. Posteriormente realizó trabajos con el Centro Dramático Nacional, participando en el espectáculo Martes de carnaval a partir de la conocida obra de Ramón María del Valle-Inclán y dirigido por Mario Gas en 1995; con La Factoría Teatro en La casa de América (1998, sobre un texto de Edward Thomas con dirección de Cristina Domínguez) y con el CDG en Xelmírez o la gloria de Compostela (1999, sobre un texto de Daniel Cortezón, con dirección de Roberto Vidal Bolaño).
Sus trabajos están marcados por la inmediatez de la puesta en escena pero también por la necesidad de crear historias desde la perspectiva de la mujer y de contarlas utilizando otro punto de vista.
Hay que destacar además de lo descrito anteriormente, la variedad de sus múltiples colaboraciones y trabajos en ámbitos variados como cine y televisión y los diversos premios recibidos a lo largo de toda su trayectoria profesional.

## Obra

### Teatro

#### Como actriz
- La casa de la América (cómo "Madre", con la Factoría Teatro; obra de Edward Thomas, dirección de Cristina Domínguez Dapena).[9]
- Regalo de sombras (como "Rosalía", con el Centro Dramático Gallego, obra y dirección de Roberto Vidal Bolaño).[10]
- Xoana (con Teatro del Atlántico; obra de Manuel Lourenzo, dirección de Julio Lago).[11][12]
- De Picas, Cruces y Carabelas. Farsa de Conquista y Encargos (con Teatro de Luna, obra y dirección de Roberto Salgueiro).[13]
- Últimamente no duermo nada (con Teatro de Luna, obra de Alber Ponte, dirección de Gina Piccirilli).[14]
- Un cráneo agujereado (como "Mary Rafferty", con Excéntricas Producciones Teatrales; obra de Martin McDonagh, dirección de Quico Cadaval).[15]

#### Como autora
- El Agnus Dei de una madre (como "Madre", con Teatro De Mari Gaila, coautora con Julio Lago)[16]
- Mulliéribus (como "Reina", con la Compañía Medusa con dirección de Fernanda Lapa)[4]
- Sigrid era sólo una muñeca rota (con Teatro de Luna)
- Cabaret Al otro lado (con Teatro de Luna; también como directora)
- La hermandad del Grial (con Teatro de Luna; también como directora)
- Celestina (Fantasía para juguetes) (con Teatro de la Luna; también como directora)
- Entre bastidores (con Teatro de Luna; también como directora)
- Las Troianas (con Teatro de Luna)
- Últimamente no duermo nada (con Teatro de Luna)
- Con flores a María (con Teatro de Luna; también como directora)
- Medea (para la Olimpiada Cultural de Barcelona 92)
- Martes de Carnaval (con el Centro Dramático Nacional)
- Casa de América (con la Factoría Teatro)
- Kvetch: El rosmón (obra de Steven Berkoff, con la compañía Teatro del Murciélago)
- Las mujeres del porvenir (con Teatro de Luna con dirección de Xan Cejudo).[17]

#### Como directora
- La larga agonía de los centollos (con Teatro de Luna, obra de Ovidio L. Blanco).[18]
- Las bicicletas
- La orgía
- Historia del zoo[19]
- Hojas Nuevas (con el Centro Dramático Gallego, obra de Rosalía de Castro).[20]

### Cine y televisión
- Divinas palabras (Cine, 1987)
- El pianista (1999, como Ramona Baquero)
- Los otros feriantes (Serie de la TVG)
- Martes de carnaval (1991, TVE)
- La mujer de tu vida (TVE)
- El baile de las ánimas (1993, como Dorotea)
- Pepa y Pepe (1995, TVE)
- ¿Quién da la vez? ( 1995, Antena3 TV)
- Don Juan Tenorio (TVE)
- Dame algo (Cine, 1997 como Madre Superiora)
- Una extraña mirada (1998, como cantineira)
- Menudo es mi padre (Antena3 TV)
- Nada es para siempre (Antena3 TV)
- Ilegal (2002, Sra. Rosario)
- Periodistas (Tele 5)
- Lentura (2004 cómo Abuela/Amparo)
- Ernesto en 10 minutos (2005)
- Maridos y mujeres (2006, TVG, como Gloria)
- El show de los Tonechos (2005-2008, para la TVG, como Amadora)
- Los muertos van a la presa (2008, como Maruxa)
- Escoba!
- Otro más (2011)
- Lobos de Arga (Cine, 2011)

## Premios y menciones
- Premio AGAPI a la Mejor Interpretación Femenina por Él baile de las ánimas.
- Premio de la Crítica de Galicia en el apartado de Iniciativas Culturales.
- Finalista como mejor autor teatral en gallego de los Premios MAX de las Artes Escénicas por la obra Las mujeres del porvenir (2004).
- Premio de Honra Marisa Soto 2006.[21]
- Viguesa distinguida en 1995.